# Tibouchina heteromalla
Tibouchina heteromalla là một loài thực vật có hoa trong họ Mua. Loài này được (D. Don) Cogn. miêu tả khoa học đầu tiên năm 1885.

## Hình ảnh

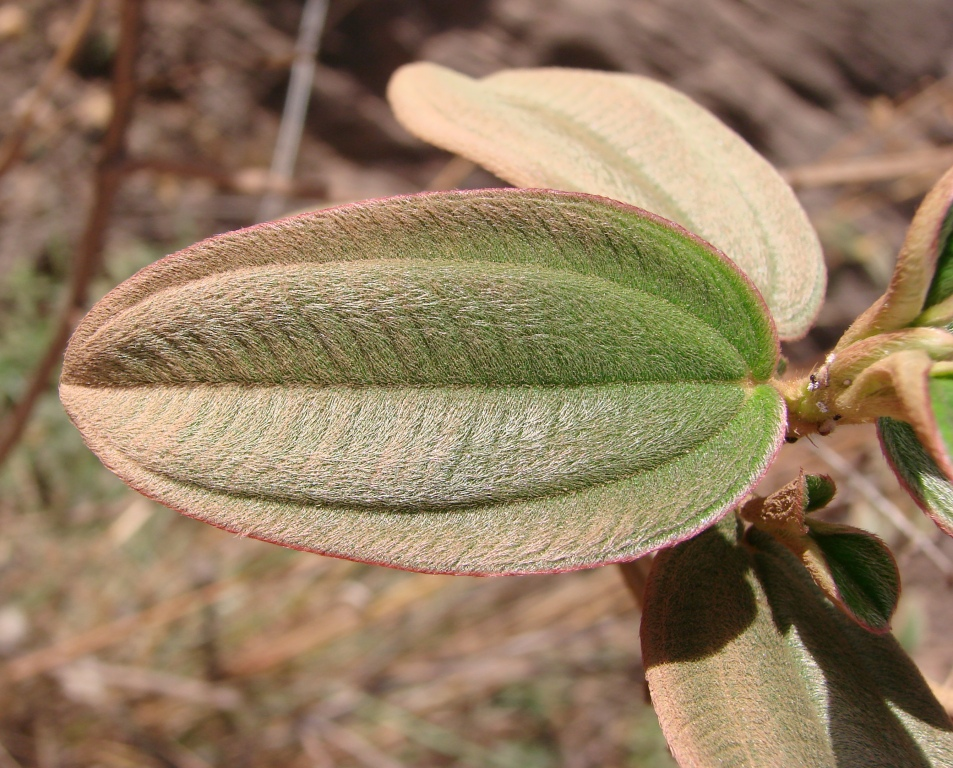
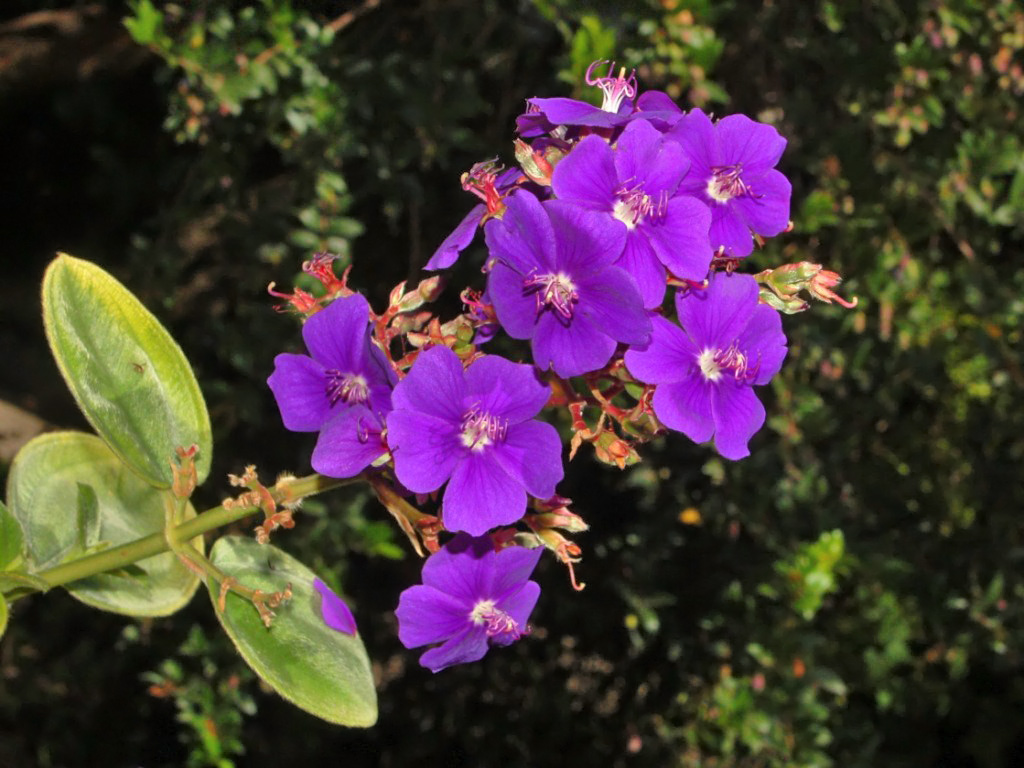
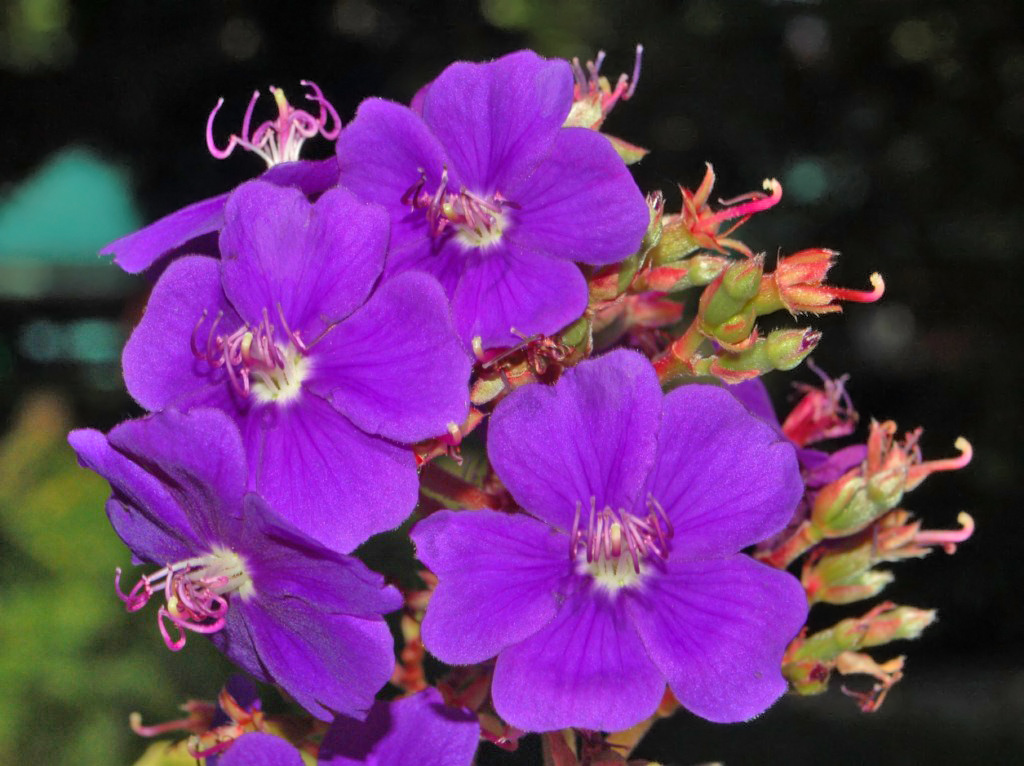
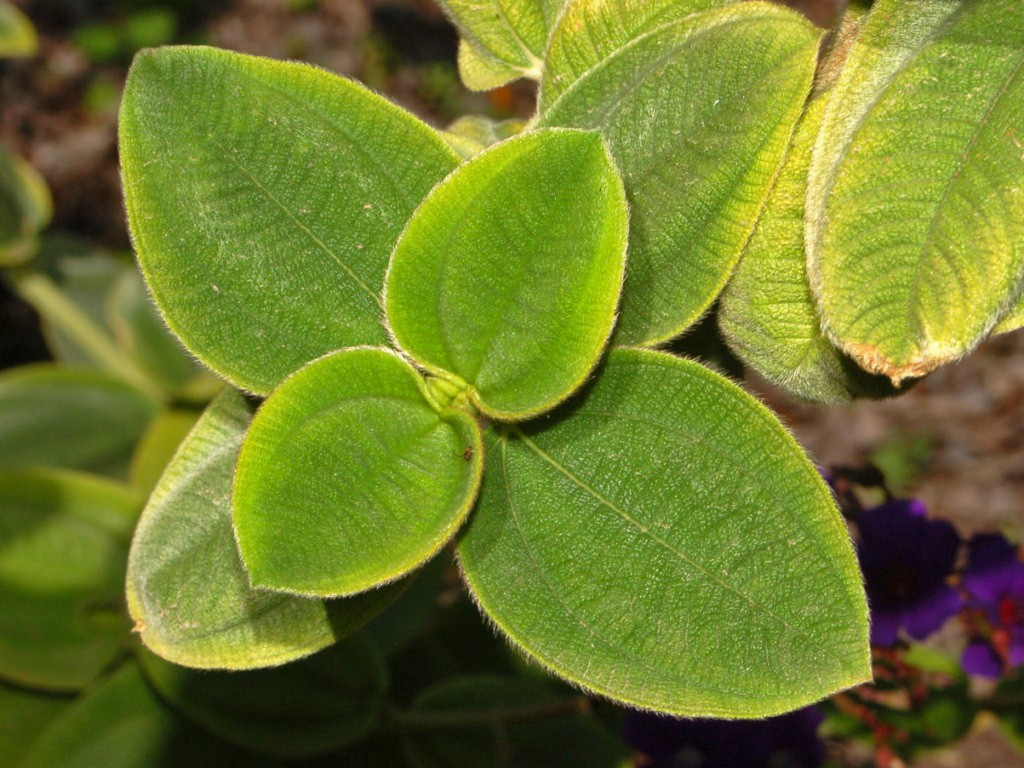